# Station Utrecht Vaartsche Rijn

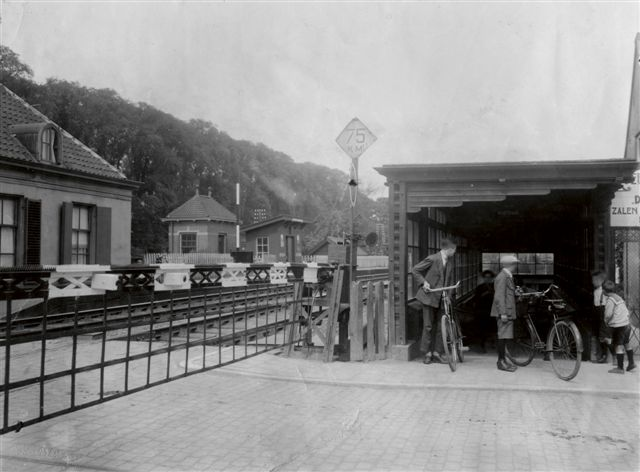
Stopplaats Jeremiebrug met houten wachthuisje anno 1920, gelegen op dezelfde plaats als Station Utrecht Vaartsche Rijn

Station Utrecht Vaartsche Rijn is een trein- en tramstation, gelegen aan de spoorlijnen naar Arnhem en 's-Hertogenbosch, op de plek waar het spoor de Vaartsche Rijn en de Westerkade kruist (gemeente Utrecht). Het station is onderdeel van het Randstadspoor, dat hoogfrequente treinverbindingen inhoudt binnen de Utrechtse regio. Het station is aangelegd tussen november 2010 en medio 2015. Op maandag 22 augustus 2016 stopten de eerste treinen op station Utrecht Vaartsche Rijn. Dat was vier maanden eerder dan was gepland, waarbij grotere vertragingen eerder op dit project buiten beschouwing worden gelaten. De trams van de Uithoflijn doen dit station sinds 16 december 2019 aan.

## Naamgeving
Ook de naam Utrecht Jeremie werd overwogen voor dit station. Van 1893 tot 1935 lag namelijk op deze locatie de stopplaats Jeremiebrug. De naam Jeremie komt nog wel voor in de Jeremiebrug en -straat. Deze Jeremiebrug lag voorheen op de plek waar het station verrijst, maar moest vervangen worden. Vanwege de historische waarde is hij verplaatst naar het Máximapark.

## Locatie
Het station ligt aan het zuidelijke eind van het emplacement Utrecht Zuidzijde. Het station is vooral bedoeld als overstapstation voor reizigers vanuit en naar het zuiden en oosten (respectievelijk de richtingen Tiel en 's-Hertogenbosch, Rhenen en Arnhem) naar universiteitscentrum De Uithof. De trams over de Uithoflijn hebben daarvoor een halte bij het station.

## Station en omgeving
Het station heeft twee overkapte perroneilanden voor de trein en twee overkapte perrons voor de tram. Er zijn twee onderdoorgangen gerealiseerd aan de Ooster- en Westerkade, waardoor de spoorbaan minder een barrière vormt tussen het centrum en de zuidelijke wijken. Vanuit beide onderdoorgangen kunnen de perrons bereikt worden. Bij het ontwerp is vooral de nadruk gelegd op de overstapvoorziening, er is wel een kleine parkeergarage voor auto's aangelegd en een fietsenstalling. Verder is er kleinschalige horeca en winkelruimte gepland, dit zou de sociale veiligheid ten goede dienen te komen.

## Bediening
| Serie | Treinsoort    | Route | Bijzonderheden |
| ----- | ------------- | --- | --- |
| 6000  | Sprinter (NS) | Den Haag Centraal – Gouda – Utrecht Centraal – Utrecht Vaartsche Rijn – Geldermalsen – 's-Hertogenbosch                   | Rijdt alleen na 18:00 uur en van vrijdag t/m zondag. |
| 6700  | Sprinter (NS) | Leiden Centraal – Alphen a/d Rijn – Woerden – Utrecht Centraal – Utrecht Vaartsche Rijn – Geldermalsen – Tiel             | Rijdt alleen na 18:00 uur en van vrijdag t/m zondag. Rijdt non-stop tussen Woerden en Utrecht Centraal.                                                          |
| 16700 | Sprinter (NS) | Utrecht Centraal – Utrecht Vaartsche Rijn – Geldermalsen – Tiel                                                           | Rijdt enkel eenmaal halverwege de dinsdag- en zondagavond en alleen richting Tiel.                                                                               |
| 6900  | Sprinter (NS) | Den Haag Centraal – Gouda – Utrecht Centraal – Utrecht Vaartsche Rijn – Geldermalsen – Tiel                               | Rijdt alleen van maandag t/m donderdag tot 18:00 uur. |
| 7300  | Sprinter (NS) | Breukelen – Utrecht Centraal – Utrecht Vaartsche Rijn – Driebergen-Zeist – Veenendaal Centrum – Rhenen                    | |
| 7400  | Sprinter (NS) | Uitgeest – Zaandam – Amsterdam Centraal – Breukelen – Utrecht Centraal – Utrecht Vaartsche Rijn – Driebergen-Zeist        | Rijdt alleen tijdens de brede spitsuren, waarbij net na de ochtendspits en net vóór de middagspits enkel tussen Uitgeest en Utrecht Centraal v.v. wordt gereden. |
| 8800  | Sprinter (NS) | Leiden Centraal – Alphen a/d Rijn – Woerden – Utrecht Centraal – Utrecht Vaartsche Rijn – Geldermalsen – 's-Hertogenbosch | Rijdt alleen van maandag t/m donderdag tot 18:00 uur. Rijdt non-stop tussen Woerden en Utrecht Centraal.                                                         |

## Afbeeldingen

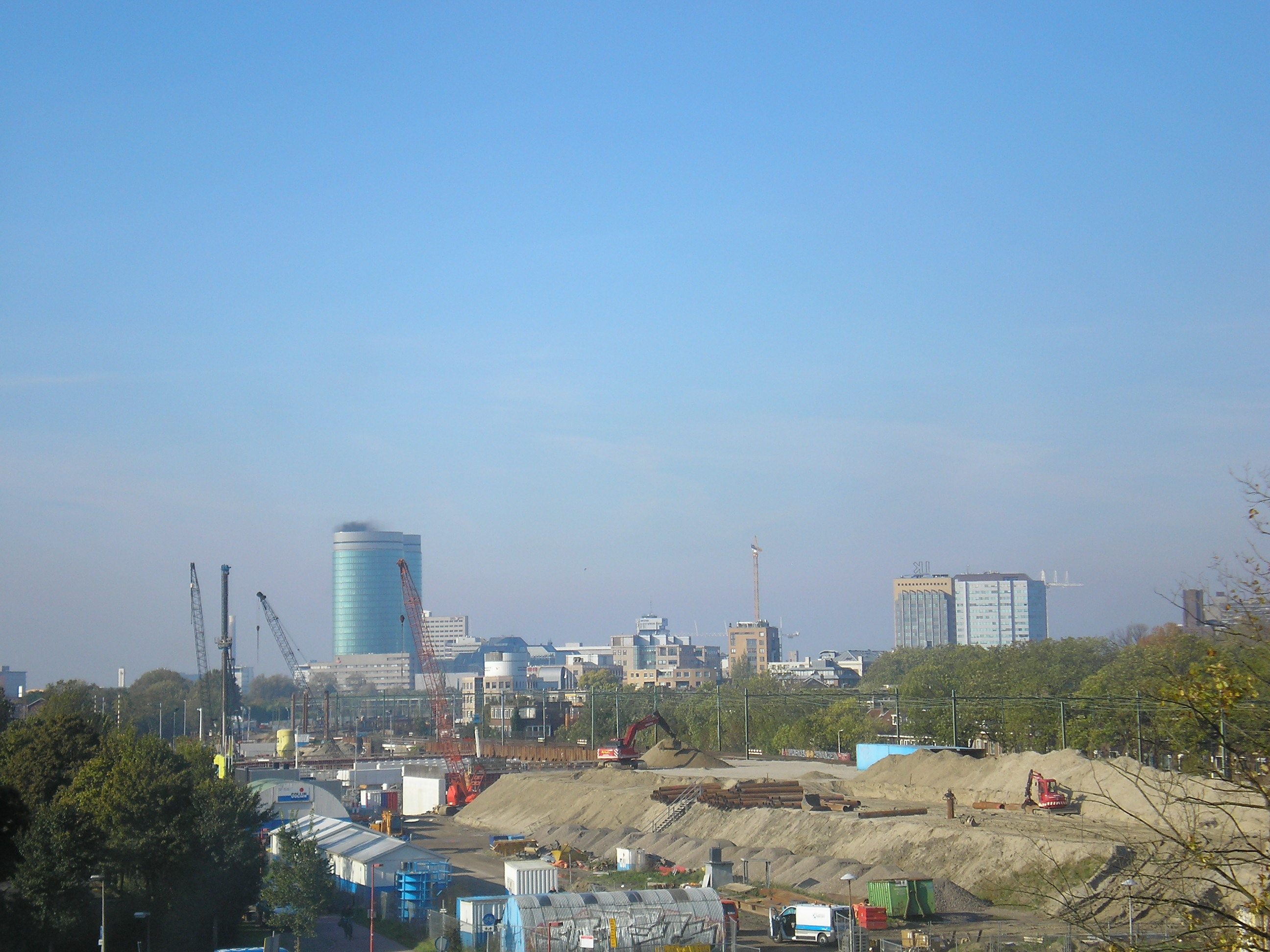
Station Utrecht Vaartsche Rijn tegenover Politiebureau Baden-Powellweg 4 te Utrecht
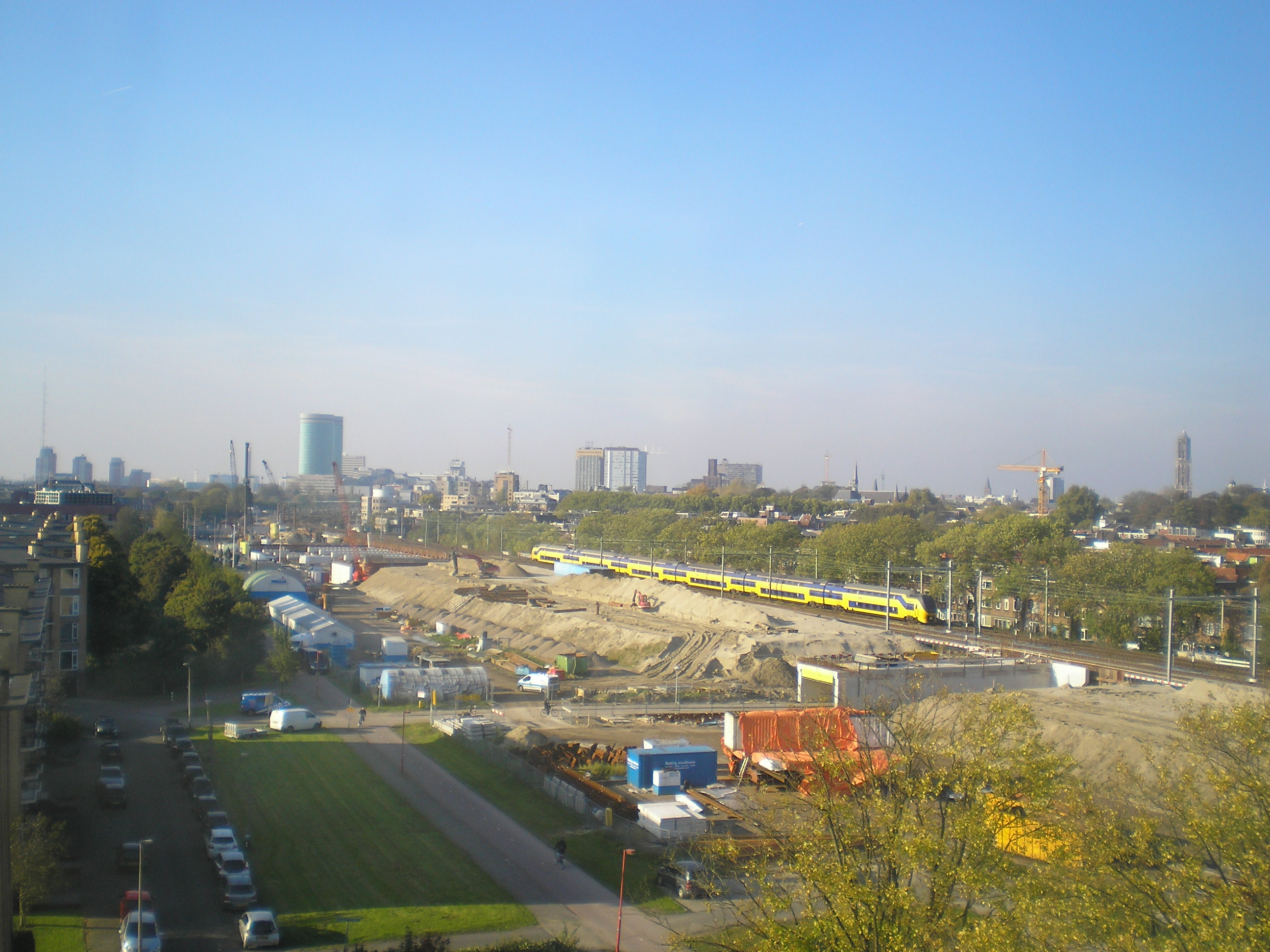
Aanleg station Utrecht Vaartsche Rijn met rechts het vernieuwde fiets- en voetgangerstunneltje tussen de Watervogelbuurt en Tolsteeg.
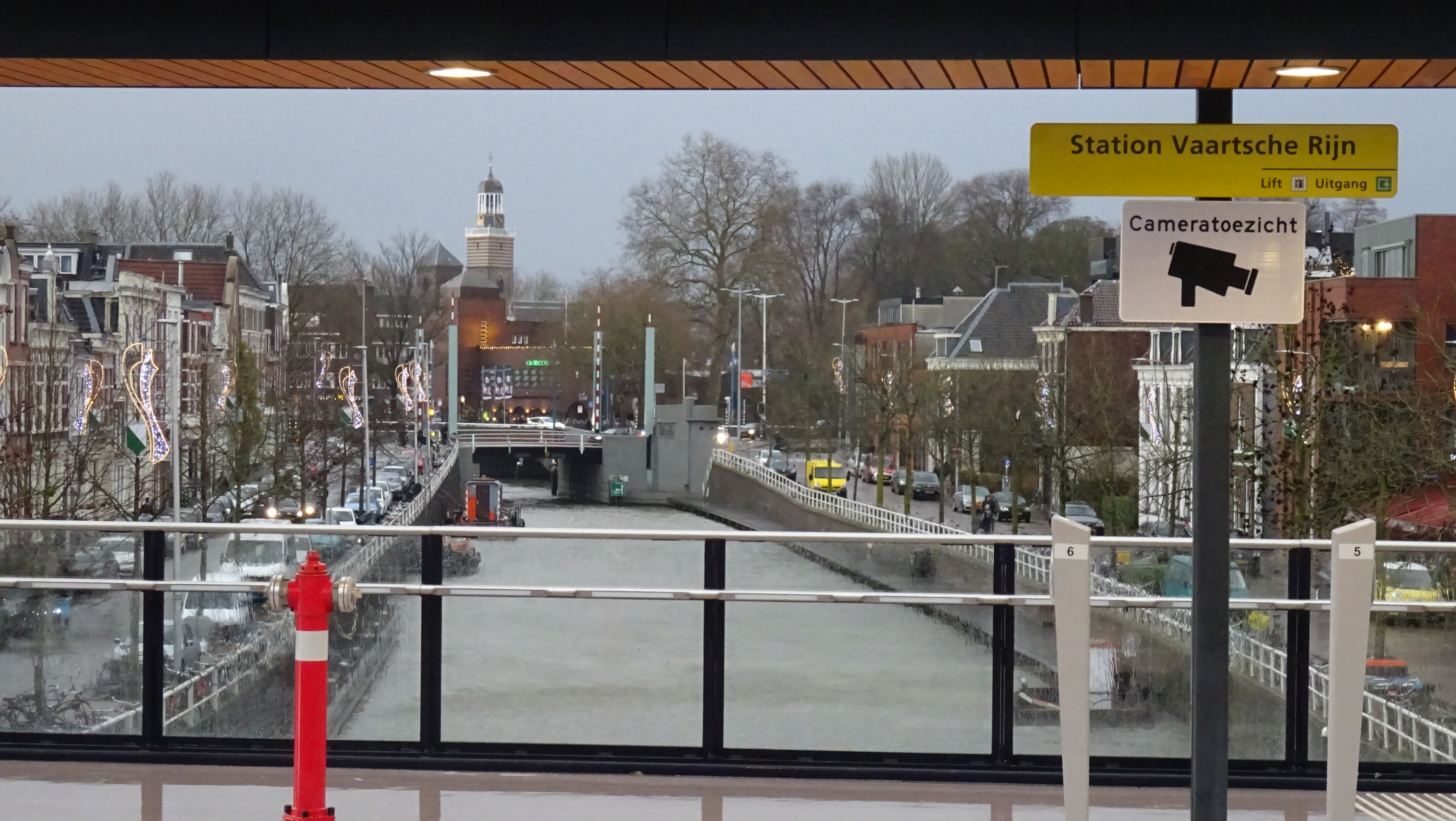
Uitzicht over de Vaartsche Rijn richting Utrecht centrum.
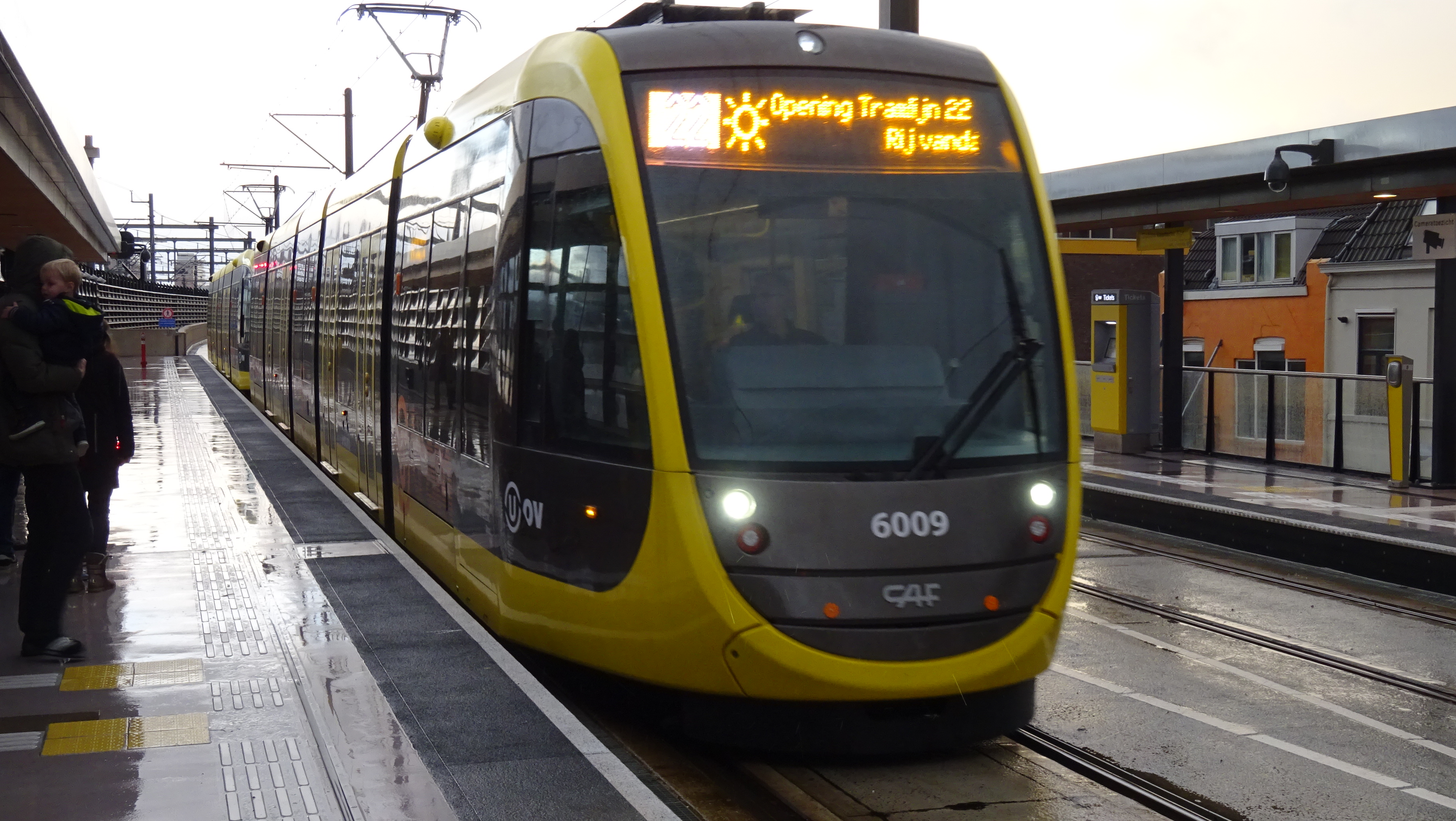
Een tram komende vanuit Utrecht Centraal stopt op de halte Vaartsche Rijn, 14 december 2019.
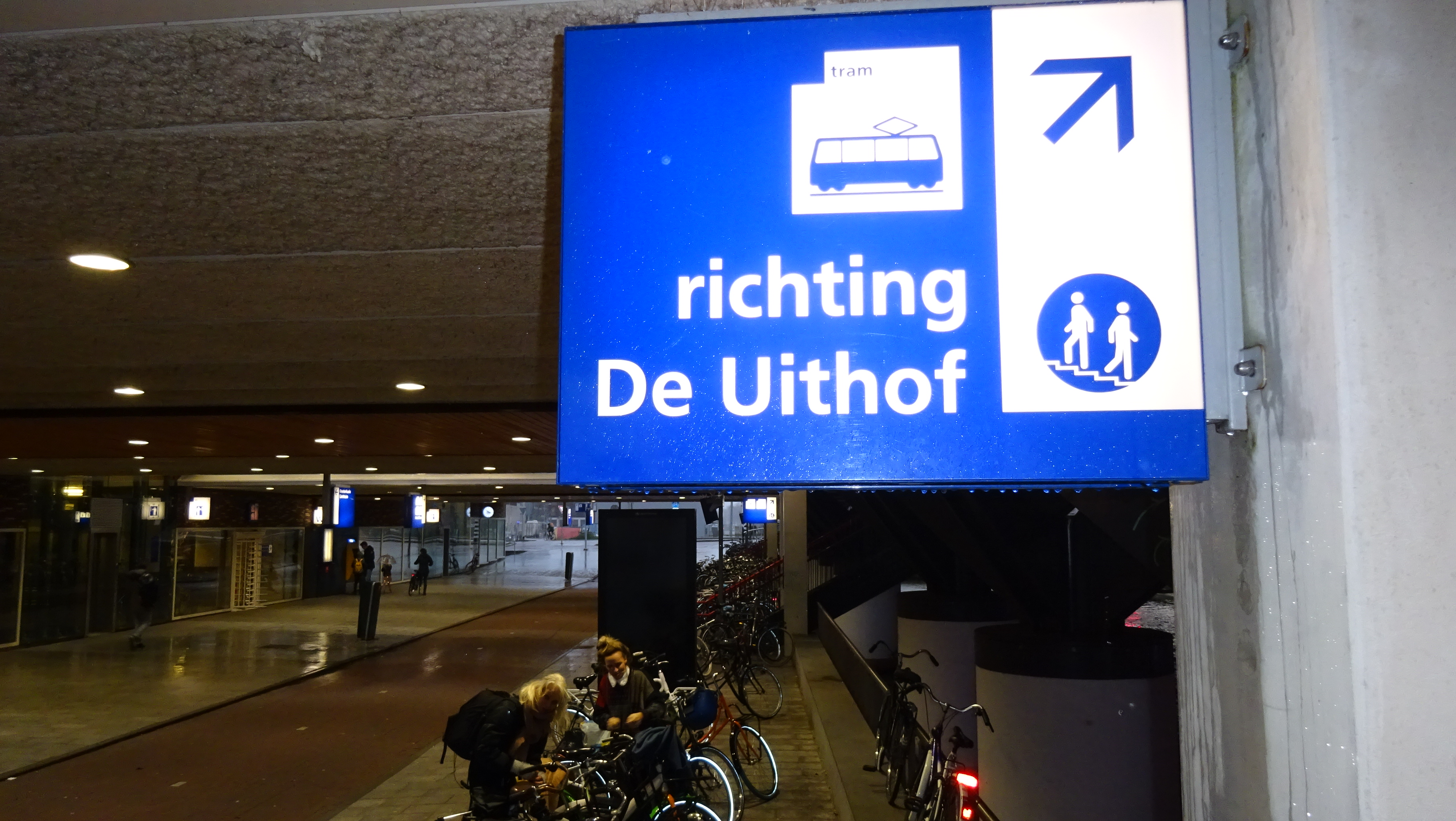
Onderdoorgang Oosterkade.
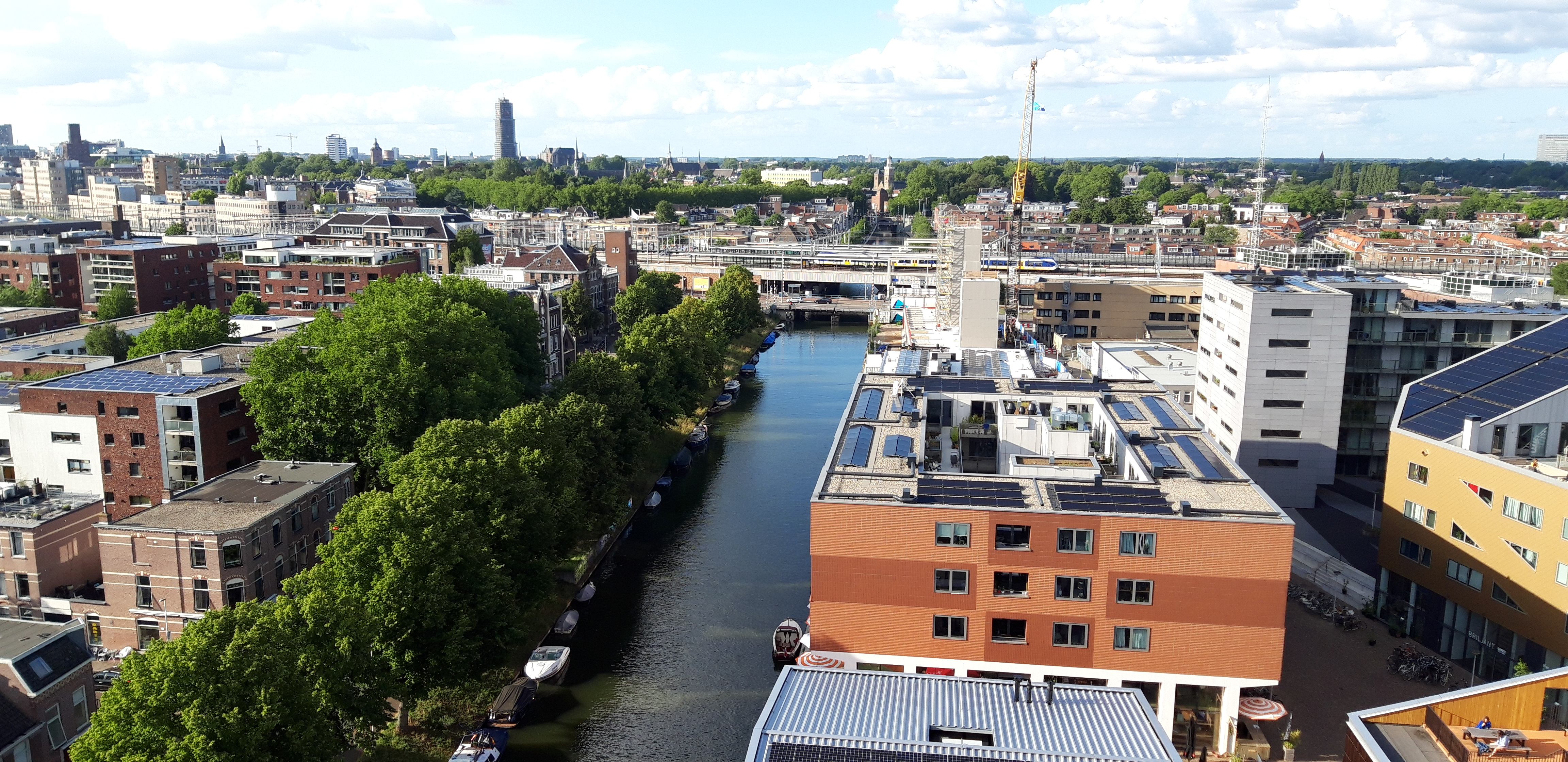
Zicht op het station vanaf de Watertoren Heuveloord

## Ontwikkeling aantal reizigers
Het aantal door NS vervoerde reizigers (per gemiddelde werkdag) ontwikkelde zich sedert 2019 als volgt:
| Jaar | Aantal reizigers |
| ---- | ---------------- |
| 2019 | 9.725            |
| 2020 | 4.505            |
| 2021 | 5.240            |
| 2022 | 7.619            |
| 2023 | 8.746            |
| 2024 | 8.931            |

P+R Science Park · WKZ/Máxima · UMC Utrecht · Heidelberglaan · Padualaan · De Kromme Rijn · Stadion Galgenwaard · Station Utrecht Vaartsche Rijn · CS Centrumzijde · CS Jaarbeursplein · Graadt van Roggenweg · 24 Oktoberplein-Zuid · Winkelcentrum Kanaleneiland · Vasco da Gamalaan · Kanaleneiland Zuid · P+R Westraven · Zuilenstein · Batau-Noord · Wijkersloot · Nieuwegein City · Merwestein · Fokkesteeg · Wiersdijk · Nieuwegein-Zuid
P+R Science Park · WKZ/Máxima · UMC Utrecht · Heidelberglaan · Padualaan · De Kromme Rijn · Stadion Galgenwaard · Station Utrecht Vaartsche Rijn · CS Centrumzijde · CS Jaarbeursplein · Graadt van Roggenweg · 24 Oktoberplein-Zuid · Winkelcentrum Kanaleneiland · Vasco da Gamalaan · Kanaleneiland Zuid · P+R Westraven · Zuilenstein · Batau-Noord · Wijkersloot · Nieuwegein City · St. Antonius Ziekenhuis · Doorslag · Hooghe Waerd · Clinckhoeff · Eiteren · Achterveld · Binnenstad · IJsselstein-Zuid
CS Centrumzijde · Station Utrecht Vaartsche Rijn · Stadion Galgenwaard · De Kromme Rijn · Padualaan · Heidelberglaan · UMC Utrecht · WKZ/Máxima · P+R Science Park
Abcoude · 
Amersfoort:
-Centraal · 
-Schothorst · 
-Vathorst · 
Baarn · 
Bilthoven · 
Breukelen · 
Bunnik · 
Den Dolder · 
Driebergen-Zeist · 
Hoevelaken · 
Hollandsche Rading ·
Houten · 
-Castellum · 
Leerdam · 
Maarn · 
Maarssen · 
Rhenen · 
Soest · 
-Zuid · Soestdijk · 
Utrecht:
-Centraal · 
-Leidsche Rijn · 
-Lunetten · 
-Maliebaan · 
-Overvecht · 
-Terwijde · 
-Vaartsche Rijn · 
-Zuilen · 
Veenendaal: 
-Centrum · 
-West · 
Vleuten · 
Woerden
Voormalige stations: zie de lijst van voormalige spoorwegstations in Utrecht
0: Amsterdam Centraal · 
1: Amsterdam Muiderpoort · 
2: Amsterdam Weesperpoort · 
3: Amsterdam Amstel · 
4: Duivendrecht · 
6: Amsterdam Arena (stadionhalte) ·
6: Amsterdam Bijlmer ArenA · 
9: Amsterdam Holendrecht ·
11: Abcoude · 
16: Vreeland · 
19: Nieuwersluis-Loenen · 
23: Breukelen · 
28: Maarssen · 
33: Utrecht Zuilen · 
35: Utrecht Centraal · 
37: Jeremiebrug · 
37: Utrecht Vaartsche Rijn · 
38: Houtenschepad · 
39: Meerveldscheweg · 
40: Vechten · 
42: Bunnik · 
47: Driebergen-Zeist · 
50: Driebergen-Austerlitz · 
53: Maarn (oud) · 
54: Maarn · 
57: Maarsbergen · 
62: Heuvelsche Steeg · 
68: Veenendaal-De Klomp · 
75: Ede-Wageningen · 
80: Buunderkamp · 
84: Wolfheze · 
88: Oosterbeek · 
92: Arnhem Centraal · 
93: Arnhem Velperpoort · 
96: Fort Westervoort · 
97: Oostzijde Brug · 
98: Westervoort · 
101: Duiven · 
105: Groessen · 
106: Zevenaar · 
111: Babberich · 
115: Elten
0: Utrecht Centraal ·
1: Utrecht Staatsspoor ·
2: Utrecht Vaartsche Rijn ·
4: Utrecht Lunetten ·
8: Houten ·
10: Houten Castellum ·
12: Schalkwijk ·
18: Culemborg ·
Tricht ·
26: Geldermalsen ·
31: Waardenburg ·
35: Zaltbommel ·
41: Hedel ·
48: 's-Hertogenbosch ·
52: Vught ·
56: Esch ·
60: Boxtel